# Акватория (сериал)
«Аквато́рия» — российский телесериал, спин-офф телесериала «След».

## Сюжет
Действие происходит в Санкт-Петербурге, где работает специальное подразделение Федеральной экспертной службы (ФЭС) — Морской департамент. Его основная задача — расследование сложных и особо тяжких преступлений, совершённых на воде в городе и Ленинградской области.
Как и Московское главное подразделение ФЭС МВД России, Морской департамент прекрасно укомплектован и техникой, и кадрами. Оперативники Морского департамента ФЭС владеют стрелковым оружием и приёмами рукопашного боя, управляют различными типами водного транспорта (в их распоряжении суда на воздушной подушке и гидроциклы), погружаются с аквалангом, оперируют воздушными и подводными дронами-разведчиками, тепловизорами и электронными сканерами отпечатков пальцев. Сотрудники лаборатории с помощью ультрасовременного оборудования исследуют улики. Все это помогает Морскому департаменту ФЭС успешно раскрывать преступления, выводя злодеев на чистую воду.

## В главных ролях
- Наталья Бурмистрова — полковник Виктория Петровна Коробейникова, руководитель Морского департамента ФЭС
- Сергей Воробьёв — майор Фёдор Фёдорович Ушаков, оперативник
- Елена Донина — лейтенант Алиса Моисеева, оперативник
- Георгий Маришин — капитан Илья Точилин, оперативник
- Инна Ярмошук — капитан Дарья Егорова, оперативник
- Анастасия Тюнина — капитан Марина Пантелеева, оперативник
- Владимир Петров — лейтенант Иван Морозов, оперативник
- Андрей Перович — Валентин Игоревич Холмогоров, врач-патологоанатом
- Денис Портнов — Кирилл Устюгов, сотрудник лаборатории
- Дарья Перова — Юлия Новикова, сотрудница лаборатории
- Константин Чеховский — Андрей Романов, сотрудник лаборатории

## Съёмочная группа[1]
- Главный режиссёр — Андрей Щербинин
- Шеф-редактор — Марианна Факторович
- Оператор-постановщик — Александр Полагаев
- Композитор — Игорь Бабаев
- Режиссёр монтажа — Андрей Першин
- Ведущие продюсеры — Анна Драгункина, Марина Фоменко
- Продюсеры — Юрий Каменецкий, Эжен Щедрин
- Генеральные продюсеры — Алексей Бродский, Александр Левин
- Режиссёры-постановщики по сериям:
  - Наталья Бучнева (3, 12, 19, 23, 32, 40)
  - Михаил Вассербаум (2, 8, 13, 14, 16, 17)
  - Петр Забелин (15, 22, 24, 30)
  - Андрей Иванов (21, 34)
  - Владимир Койфман (1, 9, 18, 25, 33, 39)
  - Григорий Пырин (20, 37)
  - Константин Фролов (4, 6, 7, 10, 11, 26, 27, 28, 29, 35)
  - Андрей Щербинин (5, 31, 36, 38)
- Операторы-постановщики по сериям:
  - Виктор Боголюбов (2, 8, 13, 14)
  - Александр Бучнев (3, 40)
  - Александр Ганус (21, 34)
  - Алексей Зайков (15, 22)
  - Павел Киселев (12, 19, 23, 32)
  - Вячеслав Ложковой (20, 37)
  - Александр Полагаев (5, 6, 31, 35, 36, 38)
  - Алексей Солодов (1, 9, 16, 17, 18, 24, 25, 30, 33, 39)
  - Александр Столпаков (4, 7, 10, 11, 26, 27, 28, 29)
- Плейбекеры:
  - Максим Турнаев

## Производство
Съемки проходили в Санкт-Петербурге и Ленинградской области. Акцент на особой атмосфере Санкт-Петербурга стал приоритетом съёмочной группы:

Атмосфера Санкт-Петербурга, в котором проходят события, подчеркивается авторами даже в мелочах. Судмедэксперт (Андрей Перович) ходит в галстуке-бабочке и слушает классическую оперу. Герои постоянно передвигаются на катере ФЭС по знаменитым туристическим маршрутам: рекам Мойке и Фонтанке, каналу Грибоедова и широкой Неве.

Исполнительница главной роли Наталья Бурмистрова рассказывает:

При подготовке к съемкам я собрала всех актеров и объяснила: мы должны быть лучшими, должны показать питерский стиль, человечно, точно, профессионально. У нас сложился фантастический отдел в прямом и переносном смысле.

Отличительной особенностью сериала стали многочисленные, снятые с воздуха и воды, виды Санкт-Петербурга и его достопримечательностей, среди которых, — крейсер «Аврора», Александрийский столп, храм Спаса на Крови, а также стадион «Санкт-Петербург» (Газпром Арена), строительство которого на момент производства сериала находилось в завершающей стадии.
В январе 2017 года выход сериала анонсировала Российская газета.

## Список серий
| № серии | Название                    | Автор сценария                     | Действующие лица (личный состав ФЭС)                                      | Описание серии |
| ------- | --------------------------- | ---------------------------------- | ------------------------------------------------------------------------- | --- |
| 1       | Царевна-лягушка             | Юлия Орехова                       | Коробейникова, Морозов, Пантелеева, Холмогоров, Ушаков, Устюгов, Романов  | На берегу обнаружен катер, а в нём труп бизнесмена Павла Елизарова со страшными язвами на лице — он был заражён смертельным вирусом или отравлен. Сотрудники Морского департамента ФЭС устанавливают обширный круг фигурантов дела и подозреваемых: школьная любовь Павла Инга, её ухажер, невеста погибшего и несколько сотрудников кондитерской, где Павел заказывал свадебные угощения — у каждого из них был мотив совершить убийство. |
| 2       | Морской царь                | Екатерина Викторова                | Коробейникова, Ушаков, Моисеева, Холмогоров, Устюгов, Романов             | Дауншифтер Лев Сошников, в прошлом крупный предприниматель, несколько лет назад распродавший свой бизнес и живущий в лесу, несколько раз был женат, две из его жён погибли при загадочных обстоятельствах. За дело берётся ФЭС, и оперативники обнаруживают в воде тело третьей жены Сошникова. |
| 3       | Проклятие Ундины            | Жанна Залога                       | Коробейникова, Ушаков, Моисеева, Холмогоров, Устюгов, Романов             | В воде обнаружена мужская нога, отрезанная гребным винтом. Сотрудники ФЭС устанавливают, что нога была отрублена после смерти, а затем находят и самого погибшего — двадцатилетнего Руслана, жителя деревни близ Ладожского озера. Руслан встречался с двумя девушками, одна из которых родила от него ребенка, и в посёлке было немало людей, желавших отомстить парню за измену.                                                         |
| 4       | Остров смерти               | Ирина Голицына, Мария Прокопович   | Коробейникова, Точилин, Егорова, Холмогоров, Ушаков, Устюгов, Романов     | Компания молодёжи приезжает отдохнуть на островок в Финском заливе. На утро один парень исчезает, его друзья находят кроссовки, испачканные в крови, а у одной из девушек — окровавленный нож. Компания хочет выбраться с острова и заявить в полицию, но телефоны не работают, топливо из моторной лодки слито, а девушка с ножом клянётся, что она ни при чём.                                                                           |
| 5       | Единственный вариант        | Ирина Голицына, Эдуард Гонкуров    | Коробейникова, Точилин, Егорова, Холмогоров, Устюгов, Новикова            | На дне реки найден чемодан с вырезанными внутренними органами двух женщин. Сотрудники ФЭС устанавливают личности обеих жертв — на первый взгляд, их ничего не связывает, но несколько неуловимых, буквально витающих в воздухе деталей помогут выйти на след преступника. |
| 6       | Дуэль                       | Станислав Курцев                   | Коробейникова, Ушаков, Моисеева, Холмогоров, Устюгов, Романов             | На берегу Невы обнаружены тела двоих молодых мужчин: один убит из огнестрельного оружия, другой из арбалета. Начинается крайне запутанное дело, в котором фигурируют дезертиры, браконьеры и симпатичные девушки. |
| 7       | Все или ничего              | Николай Павлов                     | Коробейникова, Ушаков, Моисеева, Холмогоров, Новикова, Романов            | Бизнесмен Григорий Орлов погибает в результате взрыва около своего катера. Загадочности делу добавляет тот факт, что погибший не любил ездить на катере, предпочитая автомобиль: убийца наверняка знал, что Орлов будет вынужден взять катер. |
| 8       | Порт                        | Наталия Корнилова                  | Коробейникова, Точилин, Егорова, Холмогоров, Устюгов, Романов             | В акватории порта обнаружен труп молодого человека, который был хорош собой и исключительно ухожен. Перед смертью его сильно избили, отобрали вещи и одежду и влили в рот метиловый спирт. |
| 9       | Кукушонок                   | Татьяна Воляпюк                    | Коробейникова, Ушаков, Моисеева, Холмогоров, Устюгов, Новикова            | На собственном юбилее убит банкир Георгий Малахов, глава большого семейства. Его сына Игната находят неподалёку спящим в лодке: его одежда в крови, и все члены семьи уверены, что убийца именно Игнат. Но не всё так просто, тем более что отношения в семье Малаховых были крайне напряженными и запутанными. |
| 10      | Подводная охота на человека | Ядвига Лисевич                     | Коробейникова, Точилин, Егорова, Холмогоров, Устюгов, Новикова, Романов   | Ударом якоря по голове убит Сергей Сушин — большой любитель подводной охоты и алкогольных напитков. Морской департамент ФЭС едва успевает выдвигать версии — возможно, это месть за ДТП, участником которого был Сушин, или это обычная пьяная «бытовуха». Как бы то ни было, дело втянет в свою орбиту множество фигурантов. |
| 11      | Семейные страсти            | Леонид Соколовский                 | Коробейникова, Ушаков, Моисеева, Холмогоров, Новикова, Романов            | Семейный праздник на яхте заканчивается трагически: старшая дочь Кира убита в своей каюте. Все участники торжества были пьяны, никто ничего не помнит, но один из них исчез, а мотив совершить убийство был у каждого члена семьи. |
| 12      | Большая рыба                | Мария Сорокина                     | Коробейникова, Точилин, Егорова, Ушаков, Холмогоров, Устюгов, Новикова    | Во время занятий по подводному плаванию гибнет девушка, её бойфренд, свидетель происшествия, в отчаянии угрожает убийством инструктору по дайвингу, а спустя несколько дней обнаружен труп последнего. Кажется, что безутешный парень претворил свою угрозу в жизнь — но неожиданно выясняется, что немало людей желало смерти погибшему.                                                                                                  |
| 13      | Смерть на озере             | Екатерина Викторова                | Коробейникова, Ушаков, Моисеева Холмогоров, Устюгов, Романов              | Директор прибрежного санатория убит несколькими выстрелами, а вскоре сотрудники Морского департамента находят труп женщины — главного бухгалтера санатория. Сторож санатория бесследно исчез; складывается впечатление, что убийца — именно он, но нужна ли смерть начальства обычному сторожу? |
| 14      | Долг платежом красен        | Дарья Кокорина                     | Коробейникова, Точилин, Егорова, Холмогоров, Устюгов, Романов             | В воде обнаружен труп женщины с ужасными язвами на лице. Сотрудники ФЭС облачаются в костюмы биологической защиты и выезжают на место, однако быстро выясняется, что женщину убила не инфекция. |
| 15      | Утопленник                  | Наталья Пахомова                   | Коробейникова, Ушаков, Моисеева, Холмогоров, Устюгов, Новикова            | В озере Сестрорецкий Разлив всплывает труп молодого мужчины. Непонятно, совершил ли погибший самоубийство или его убили. По неожиданному совпадению молодые люди, обнаружившие труп мужчины, были близко знакомы с ним. |
| 16      | Метр квадратный             | Александра Шитарева                | Коробейникова, Точилин, Егорова, Холмогоров, Устюгов, Новикова            | Морской департамент ФЭС расследует убийство, произошедшее не меньше года назад: в воде обнаружен труп мужчины в состоянии жировоска. Выясняется, что убитый был владельцем строительного бизнеса. |
| 17      | Экологи                     | Александр Шуравин                  | Коробейникова, Точилин, Егорова, Холмогоров, Устюгов, Новикова            | Загадочное исчезновение троих студентов-экологов становится началом нового расследования Морского департамента. Кого-то из троицы пропавших находят мёртвым, кого-то — живым. |
| 18      | Любовь зла                  | Эдуард Гонкуров, Андрей Емельянов  | Коробейникова, Ушаков, Моисеева, Холмогоров, Новикова, Романов            | В воде обнаружен труп майора полиции Елизаветы Васютиной. По подозрению в убийстве задержан её любовник, на него указывают абсолютно все улики. Вдобавок выясняется, что погибшая, рискуя карьерой, спасала его от тюрьмы. Но только Морской департамент ФЭС разберётся, кто настоящий убийца. |
| 19      | Смерть под парусом          | Ася Демидова, Алексей Демидов      | Коробейникова, Ушаков, Моисеева, Холмогоров, Устюгов, Романов             | В катер Морского департамента ФЭС едва не врезается неуправляемый парусник, где оперативники обнаруживают убитого мужчину. Погибший был инструктором юношеской парусной школы, орудием убийства стал гарпун для подводной охоты, в деле появляются боевые пловцы — буквально всё в расследовании связано с водой. |
| 20      | Правильное решение          | Галина Пальчик, Сергей Малюгов     | Коробейникова, Морозов, Пантелеева, Холмогоров, Ушаков, Устюгов, Новикова | В воде возле ресторана-теплохода обнаружен труп мужчины с ножом в шее. Накануне на теплоходе был корпоратив, на котором присутствовал убитый. Заботливый отец, успешный бизнесмен и покоритель женских сердец перешёл кому-то дорогу. |
| 21      | Утиная охота                | Валерий Кленин, Алексей Брынцев    | Коробейникова, Точилин, Егорова, Холмогоров, Устюгов, Романов             | Компания из четверых мужчин и двух женщин приезжает поохотиться на уток на берег Финского залива, где одного из них убивают выстрелом. Под подозрением оказываются все пятеро оставшихся. |
| 22      | Как в воду канул            | Николай Павлов, Михаил Беленький   | Коробейникова, Ушаков, Моисеева, Холмогоров, Новикова, Романов            | В канале Грибоедова обнаружен труп бармена Рената, который был убит двумя выстрелами из пистолета. У него были непростые отношения и на работе, и в личной жизни, и расследование приведёт к новым обстоятельствам сразу нескольких уголовных дел, одно из которых осталось нераскрытым несколько лет назад. |
| 23      | Концы в воду                | Алексей Демидов                    | Коробейникова, Точилин, Егорова, Холмогоров, Ушаков, Устюгов, Романов     | Обнаружен сильно обгоревший мужской труп: опознать его удаётся с трудом. Выясняется, что погибший незадолго до смерти купил катер, из-за чего имел конфликт с товарищем, но выясняется, что погибший — не тот, за кого себя выдавал. |
| 24      | Пропавшая невеста           | Наталья Пахомова                   | Коробейникова, Ушаков, Моисеева, Холмогоров, Устюгов, Новикова            | В реке найден труп девушки с перерезанным горлом. Погибшая собиралась выйти замуж и переехать в Москву, и у неё были не только подруги, которые могли позавидовать личному счастью, но и тяжелобольной сын, которому в столице собирались сделать сложную операцию. |
| 25      | Ветер перемен               | Екатерина Викторова                | Коробейникова, Точилин, Егорова, Холмогоров, Новикова, Романов            | Двое неизвестных на моторной лодке похищают женщину, а её бойфренда, бросившегося на помощь, оглушают ударом по голове. Когда он приходит в себя, преступники присылают требование выкупа. |
| 26      | Призрак                     | Кирилл Плетнер                     | Коробейникова, Ушаков, Моисеева, Холмогоров, Устюгов, Романов             | Убит Артём Колкин — известный в городе виндсёрфер. У знаменитого спортсмена были и завистники, и соперники — как всегда, круг подозреваемых обширен. Но одним из фигурантов дела становится человек, официально погибший за несколько дней до загадочного убийства. |
| 27      | Медовый месяц               | Ася Демидова, Алексей Демидов      | Коробейникова, Ушаков, Моисеева, Холмогоров, Новикова, Романов            | На яхте во время своего медового месяца погибает от пулевого ранения в голову Дмитрий Воронков. Инцидент похож на самоубийство, но вдова Ольга убеждена, что её муж не мог застрелиться сам, и сообщает сотрудникам ФЭС, что ему угрожал убийством её бывший муж. |
| 28      | Омут                        | Марина Аршинова, Наталья Богданова | Коробейникова, Точилин, Егорова, Холмогоров, Ушаков, Устюгов, Новикова    | На рыбалке убит Пётр Малашенко. Поначалу сотрудники Морского департамента отрабатывают версию об убийстве на почве ревности, но ничем, казалось бы, не примечательное дело с ничем не примечательными фигурантами обрастает интересными подробностями. |
| 29      | Пустое место                | Дарья Кокорина, Алексей Демидов    | Коробейникова, Точилин, Егорова, Холмогоров, Ушаков, Новикова, Романов    | Морской департамент ФЭС расследует похищение шестилетней девочки Марины. Вероятно, ребёнок стал заложником семейного конфликта. |
| 30      | Шикарный вечер              | Эдуард Гонкуров                    | Коробейникова, Ушаков, Моисеева, Холмогоров, Устюгов, Новикова            | В воде возле плавучей гостиницы обнаружен труп Полины Синицыной со следами удара по голове. Перед смертью у неё был конфликт с младшей сестрой, а из номера пропала крупная сумма денег и дорогое кольцо. В тот день погибшая отмечала свой день рождения, и праздничный вечер действительно обещал быть шикарным. |
| 31      | Верные друзья               | Марк Шпарбер                       | Коробейникова, Точилин, Егорова, Холмогоров, Новикова, Романов            | Бесследно исчезает Олег Изотов — чиновник, попавшийся на взятке и находившийся под подпиской о невыезде. Кроме проблем с законом, Изотов имел и напряжённые отношения со своими друзьями и родственниками. |
| 32      | Компромат                   | Лев Докторов, Андрей Емельянов     | Коробейникова, Ушаков, Моисеева, Холмогоров, Устюгов, Новикова            | Жестоко убита женщина: её избили, оглушили, а затем привязали к корабельному якорю и утопили. При убитой найдены обрывки фотографий, на которых она заснята с неизвестным мужчиной. |
| 33      | Сладкая жизнь               | Галина Пальчик                     | Коробейникова, Морозов, Пантелеева, Холмогоров, Ушаков, Устюгов, Романов  | В Неве найден труп Петра Саврасова: он получил удар электрошокером, а затем был сброшен с высоты на гранитную набережную. Расследуя преступление, сотрудники Морского департамента узнают, что всё и все в этом деле были связаны с тягой к большим деньгам. |
| 34      | Ничего личного              | Галина Пальчик                     | Коробейникова, Точилин, Егорова, Холмогоров, Новикова, Романов            | В воде обнаружен труп молодой женщины, Алёны Лушниковой. Перед смертью ей сделали инъекцию миорелаксанта, чтобы она не могла сопротивляться. Алёна обладала эффектной внешностью, а незадолго до смерти, судя по всему, внезапно разбогатела. |
| 35      | Красиво жить не запретишь   | Мария Сорокина, Александр Барбух   | Коробейникова, Ушаков, Моисеева, Холмогоров, Устюгов, Романов             | На дорогой яхте обнаружен мёртвый мужчина, прикованный наручниками к стойке в каюте. Непосредственно перед смертью мужчина с кем-то подрался — в каюте всё разгромлено. Расследование приводит оперативников ФЭС в закрытый элитный яхт-клуб, сотрудником которого являлся убитый, и тут выясняется, оказалось, что он зарабатывал на жизнь необычным способом.                                                                            |
| 36      | Ведьма                      | Ася Демидова                       | Коробейникова, Точилин, Егорова, Холмогоров, Устюгов, Романов             | Морской департамент расследует убийство женщины, которую ударили по голове, а затем утопили. На шее убитой обнаружен магический амулет — пентаграмма с аквамаринами — вероятно, погибшая была или по крайней мере считала себя ведьмой. |
| 37      | Моряк сошел на берег        | Татьяна Фадеева, Андрей Емельянов  | Коробейникова, Морозов, Пантелеева, Холмогоров, Ушаков, Устюгов, Новикова | Ударом топора в спину убит моряк речного флота, на котором надета униформа частной судоходной компании. Однако визит оперативников ФЭС в эту компанию даёт неожиданный результат — выясняется, что убитый никогда там не работал. |
| 38      | Умри вчера                  | Раф Гуревич                        | Коробейникова, Точилин, Егорова, Холмогоров, Ушаков, Устюгов, Романов     | В Неве обнаружен мужской труп. Эксперты ФЭС устанавливают, что погибший замёрз насмерть жарким летом. Оперативники выясняют, что мужчина работал на теплоходе и вёл весьма рискованный образ жизни. |
| 39      | Дневник убийцы              | Мария Прокопович, Михаил Беленький | Коробейникова, Точилин, Егорова, Холмогоров, Ушаков, Новикова, Романов    | Убита Ирина Боброва, владелица небольшого кафе. Не обошлось без женского следа, причём в прямом смысле этого слова: на жертву наступили каблуком-шпилькой. Супруг убитой нередко ей изменял. Найти убийцу поможет дневник с замочком в виде сердца. |
| 40      | Русалочье озеро             | Елена Свирщева, Михаил Беленький   | Коробейникова, Ушаков, Моисеева, Холмогоров, Новикова, Романов            | Бесследно пропадает Светлана Бадаева — дочь петербургского депутата. Её поиски поручают лучшим профессионалам. След Светланы теряется в посёлке Русалочье Урочище, и Моисеева отправляется туда, чтобы раскрыть самое таинственное и мистическое дело Морского департамента ФЭС. |

## Критика
Колумнист «Комсомольской правды» Валентина Львова критически оценила сериал, отметив его вторичность по отношению к «Следу».